# NGC 7397
NGC 7397 је спирална галаксија у сазвежђу Рибе која се налази на NGC листи објеката дубоког неба.
Деклинација објекта је + 1° 7' 57" а ректасцензија 22h 52m 46,6s. Привидна величина (магнитуда) објекта NGC 7397 износи 14,4 а фотографска магнитуда 15,3. NGC 7397 је још познат и под ознакама MCG 0-58-8, CGCG 379-11, PGC 69904.